# Corazón FM
Radio Corazón es una estación radial chilena ubicada en el 101.3 MHz del dial FM en Santiago de Chile. Cuenta con una red de 21 emisoras a lo largo de Chile y además transmite vía internet en el resto del país y en todo el mundo. Transmite música tropical, más alguna dosis de pop latino, en diversos programas durante el día. Su voz institucional es la de Jaime Muñoz Villarroel.

## Historia
Comenzó sus transmisiones a las 6 de la mañana del día jueves 6 de febrero de 1997 en los estudios de Radio Cooperativa, entonces ubicados en calle Antonio Bellet 223, Providencia. Inicialmente, era de propiedad de la Compañía Chilena de Comunicaciones, pero en junio de 1998 fue vendida (junto con radio Rock & Pop) a Compañía de Radios S.A. (actual Prisa Media Chile, de Prisa), por unos US$25 millones de dólares. La radio nace como competencia a Nina FM, quien en 1996 sorpresivamente llega a los primeros lugares de sintonía gracias a su propuesta de música tropical, algo poco visto en la frecuencia modulada de ese entonces.
Los locutores que dieron inicio a la radio fueron Fernando Alarcón (con sus personajes "Segismundo Vega" en el programa Al pie de la Vaca y "Gino del Cuore"), Willy Sabor (en La mañana caliente y El vacilón de la Corazón) y Pato Torres (en Pelando Papas y A pata con el Pato). El impacto en el público fue de inmediato, ya que la música tropical no había sido considerada por ninguna estación hasta ahora, además del auge que vivía el género en ese entonces. Esto hizo que Corazón FM subiera fácilmente en las encuestas, superando a otras emisoras consolidadas, y que alcanzara en septiembre de 2005, el primer lugar, privilegio que mantiene hasta hoy.
Tanto para Fiestas Patrias como para las noches previas a Navidad y Año Nuevo, Corazón FM transmite un programa especial con la intervención de todos sus locutores, quienes dan datos de la fiesta que se celebra, acompañada de música y saludos de los auditores; hasta 2019 en Fiestas Patrias se transmitía "La Fonda de la Corazón" que incluía presentación en vivo de artistas tropicales y hasta 2018 la espera de Navidad y Año Nuevo era presentado por un programa grabado por todos los locutores. Desde 2019 la espera la realizan entre 1 a 2 locutores en vivo. Tanto en fechas religiosas (específicamente día viernes de Semana Santa) la radio cambiaba su parrilla toda la música tropical y reggaetón para emitir solamente baladas, románticas y anglo en forma de respeto para aquellos que celebran este evento religioso durante ese fin de semana. Esto se mantuvo hasta el año 2018.[cita requerida]
En abril de 2007, Radio Corazón amplía su cobertura regresando a las frecuencias 91.5 MHz de Antofagasta, 100.5 MHz de Valparaíso y Viña del Mar (ambas Ex-Radio Imagina) y 91.5 MHz de Chillán (Ex-Radio Futuro), antes en el 88.7 MHz (ex-ADN Radio Chile, hoy Inicia Radio) y por si fuera poco, la emisora llega por primera vez al Gran Concepción a través de la frecuencia 96.1 MHz (Ex-Radio Concierto).
En mayo de 2008, la emisora también amplía su cobertura regresando a la frecuencia 104.5 MHz de Talca (ex-FM Hit) y llegando por primera vez a Castro a través de la frecuencia 104.3 MHz (Ex-Radioactiva, hoy ADN Radio Chile) y a Coyhaique en la frecuencia 89.5 MHz (ex-Radio Imagina, hoy en la frecuencia 96.5 MHz Ex-Los 40).
No obstante, en mayo de 2008, Radio Corazón abandona la frecuencia 106.7 MHz de Ancud, siendo reemplazada por ADN Radio Chile (hoy en la frecuencia 106.5 MHz) y la frecuencia 96.9 MHz de Puerto Montt, siendo vendida y reemplazada por Positiva FM; (hoy Radio Agricultura), ambas no tienen relación con IARC), provocando molestia entre sus auditores de esas zonas, sin embargo, el 1 de enero de 2017, la emisora regresa a Puerto Montt a través de la frecuencia 89.9 MHz (Ex-Rock & Pop), después de casi 9 años de ausencia.
Para el resto del país y en todo el mundo sólo es posible escuchar a través de la señal en línea de su página web y aplicaciones para iOS y Android.
En enero de 2008 y 2009 Radio Corazón transmitió, en vivo y en directo desde el Parque El Patagual, el Festival del Huaso de Olmué.
El 10 de octubre de 2009 se realizó La Gran Noche de la Corazón en el Movistar Arena, evento al que asistieron cerca de 10 mil personas. En aquella ocasión se presentaron todos los animadores de la radio y varios grupos de música tropical. Desde ese año se repite anualmente el evento.
Radio Corazón, tal como el resto de todas las radios hermanas que forman Ibero Americana Radio Chile, integró una cadena —que se extendió por tres días— para informar al país tras el terremoto de 8,8 grados ocurrido en la Zona Central del país en la madrugada del 27 de febrero de 2010. Para ello se conectó a la transmisión de ADN Radio Chile. Lo mismo se realizó en marzo de 2011 para el terremoto de 9,0 grados registrado en Japón.
El miércoles 13 de octubre de 2010 la emisora realizó una transmisión ininterrumpida de 30 horas, del rescate de los 33 mineros atrapados en el fondo de la mina San José.
El 12 de septiembre de 2011, la emisora estrenó un nuevo logo, apoyado con una campaña publicitaria donde aparecían Willy Sabor, Pato Torres, El Rumpy, Evelyn Bravo, Julio Stark, Claudio "Alegría" Orellana, entre otros.
El 2 y 3 de diciembre del 2011, Radio Corazón transmitió desde las 21:15 del viernes hasta cerca de las 2 de la madrugada del domingo 4 la 24 versión de la Teletón, en directo desde el Teatro Teletón. También transmitió la 25 versión del evento.
El viernes 30 de marzo del 2012 se realizó El Vacilón de la Corazón en vivo en el Espacio Broadway, evento al que asistieron 2 mil personas, donde se presentaron todos los animadores de la radio y las mezclas de Vitoco Mix Gutiérrez. Ese mismo día, en la emisión de La mañana de la Corazón se sorteó un auto Chevrolet Cruze, cero kilómetros entre ocho auditores previamente clasificados en sucesivos sorteos realizados en febrero y marzo.
El domingo 16 de marzo de 2014, debido al sismo en el norte de Chile de 7.0 Mw, se realizó un programa especial desde las 18:30 como forma de acompañar a los auditores de esa zona hasta las 22:00, con la conducción del locutor Gustavo Soto.

## Eslóganes
- 1997-2001: La Corazón late fuerte
- 2001-2003: Corazón FM, ¡todas tus estrellas!
- 2003-presente: Prende la alegría, prende tu corazón, tu Radio Corazón
- 2019-presente: Corazón 101.3 FM, la más querida de Chile

## Antiguas frecuencias
- 107.5 MHz (Arica); hoy Radio Perfección, sin relación con IARC.
- 91.5 MHz (Calama); hoy Radio La que más se escucha, sin relación con IARC.
- 94.5 MHz (Antofagasta); hoy Radio Futuro.
- 105.3 MHz (Ovalle); no existe, hoy en el 105.1 MHz trasladado por ley de radios comunitarias y 96.7 MHz; hoy Inicia Radio, sin relación con IARC.
- 101.7 MHz (Gran Valparaíso); hoy Radio Armonía, sin relación con IARC.
- 91.5 MHz (Chillán); hoy Radio Interactiva y 88.7 MHz; antes Inicia Radio, hoy Radio Armonía, todas sin relación con IARC.
- 97.1 MHz (Villarrica); hoy ADN Radio Chile.
- 96.9 MHz (Puerto Montt); hoy Radio Agricultura, sin relación con IARC.
- 106.7 MHz (Ancud); hoy ADN Radio Chile en el 106.5, trasladado por ley de radios comunitarias.
- 104.3 MHz (Castro); hoy ADN Radio Chile.
- 89.5 MHz (Coyhaique); hoy Inicia Radio, sin relación con IARC.